# Mundulea viridis
Mundulea viridis là một loài thực vật có hoa trong họ Đậu. Loài này được R.Vig., p.p.A miêu tả khoa học đầu tiên.